# Viktors Iļjins
Viktors Iļjins (Daugavpils, 17 juli 1991) is een Letse basketballer.

## Carrière
Iļjins maakte in 2009 zijn debuut voor de eerste ploeg van de BK Valmiera. Hij speelde bij de club tot in 2013 toen hij de overstap maakte naar BK VEF Riga, hij werd in het seizoen 2013/14 ook weer uitgeleend aan BK Valmiera. Na een seizoen keerde hij ook definitief terug naar BK Valmiera. In het seizoen 2016/17 speelde hij voor BK Jūrmala. Hij keerde nadien opnieuw terug naar BK Valmiera.
In augustus 2018 tekende hij voor twee seizoenen bij het Spaanse Baloncesto Fuenlabrada. Hij werd uitgeleend aan de Spaanse derdeklasser CB Tormes. Hij verliet de club echter vroegtijdig en keerde terug naar BK Ogre. Hij tekende in 2019 bij BK VEF Riga maar speelde het seizoen uit bij Rapla KK. In 2020 tekende hij bij de Belgische eersteklasser Phoenix Brussels waar hij een seizoen speelde.
In 2021 tekende hij opnieuw in Letland en keerde terug bij BK Valmiera. In februari 2022 tekende hij bij de Duitse tweedeklasser Itzehoe Eagles. In de zomer van 2022 tekende hij bij KK Sūduva uit de Litouwse tweede klasse. Hij speelde het seizoen uit bij BK Bauska. In het seizoen 2023/24 speelde hij voor BK Liepāja waarna hij in 2024 terugkeerde naar BK Bauska.

## Erelijst
- Lets landskampioen: 2016, 2020